# Minderbroedersklooster (Hulst)
Het Minderbroedersklooster was een klooster te Hulst, gelegen aan het huidige 's-Gravenhofplein.

## Klooster aan de Asschepoort
Het klooster werd gesticht door Joost van Cruyningen en Elisabeth Swilden. In 1447 vroegen zij hiervoor toestemming aan paus Pius II en in 1448 werd toestemming verleend. Kort daarna vestigden zich de eerste Minderbroeders: De standt-plaets van dit clooster was een weynig buyten de Stadt omtrent d'Assche-Poort. De Asschepoort werd in 1470 gebouwd, en via deze poort kon men, over de Broedersbrugghe, het klooster bereiken, en dat was voorsien van eender sonderlinghe scoone kercke, godshuus ende clooster met al dat daer toebehoorde.
Nu woedde er een oorlog tussen de stad Gent en de Bourgondiërs, met name Maximiliaan van Oostenrijk. De stad Hulst koos partij voor Maximiliaan en bevond zich dus in oorlog met Gent. Daarom werd het buiten de wallen gelegen klooster, dat een steunpunt voor de Gentenaars zou kunnen vormen, in 1488 op last van het stadsbestuur afgebroken. In 1557 kwam hier een kerkhof voor pestlijders.

## Klooster op de Schelphoeck
De monniken kregen nu een braakliggend stuk land toegewezen waar veel afval van zoutziederijen was gestort en dat bekendstond als de Schelphoeck. Voor de bouw van het nieuwe klooster werd veel materiaal van het oude klooster gebruikt. Dit is het tegenwoordige 's-Gravenhofplein. Het betrof een vierkant complex met binnenhof, dat voorzien was van een kloostertuin. In 1562 woedde een stadsbrand waardoor het klooster zwaar werd beschadigd, en in 1566 werd het klooster door de beeldenstorm getroffen.
In 1578 werd het klooster bezet door soldaten uit de (calvinistische) Gentse Republiek, onder leiding van Bernard van Deinze. De monniken werden verdreven en het klooster geplunderd. Pas in 1583, toen Hulst werd heroverd door Parma, keerden de monniken weer terug, doch in 1591 moesten ze het klooster opnieuw verlaten, want Hulst werd door prins Maurits ingenomen. Het klooster werd nu een kazerne. Doch in 1596 werd Hulst opnieuw belegerd en ingenomen door Spaansgezinde troepen. Tijdens dit beleg werden de kloostergebouwen opnieuw verwoest.
In 1617 werd het complex aan de Recollecten overgedragen en vond herstel van de gebouwen plaats. In 1629 was het werk gereed en de kloostermuur, die in 1591 was afgebroken en verkocht, werd in 1637 weer hersteld.

## 's-Gravenhof
Toen Hulst in 1645 opnieuw, en nu definitief, door de Staatsen was heroverd, werden de monniken opnieuw verdreven. Ze trokken naar Sint-Niklaas en stichtten daar een nieuw klooster. De kloostergebouwen te Hulst werden ingericht als weeshuis en diaconie. De kerk werd een arsenaal, en na 1663 werd de magasyn Solder van de kerk der gewesen Recollecten voor de protestantse eredienst gebruikt. In 1821 werd de kerk, wegens bouwvalligheid, gesloopt. Het weeshuis bleef bestaan tot 1795 en werd, tijdens de Belgische Opstand van 1830, nog als militair hospitaal gebruikt. In 1847 werd ook het weeshuis gesloopt.
In 1821 werd op het voormalige kloosterterrein de bierbrouwerij De Halve Maan gevestigd, waar onder meer Javabier werd gebrouwen. De gemeente kocht de kloostertuin en, in 1971, ook de brouwerij, welke in 1972 werd gesloopt. Dit ten behoeve van een parkeerterrein. Een stukje van de voormalige kloostermuur is het enige dat restte, afgezien van een aantal fundamenten die nog in de bodem aanwezig zijn.

## Externe bron
- Heemkundekring